# Infirmité et pauvreté au Moyen Âge
 (octobre 2023).
La mise en forme du texte ne suit pas les recommandations de Wikipédia : il faut le « wikifier ».
Les points d'amélioration suivants sont les cas les plus fréquents. Le détail des points à revoir est peut-être précisé sur la page de discussion.
- Les titres sont pré-formatés par le logiciel. Ils ne sont ni en capitales, ni en gras.
- Le texte ne doit pas être écrit en capitales (les noms de famille non plus), ni en gras, ni en italique, ni en « petit »…
- Le gras n'est utilisé que pour surligner le titre de l'article dans l'introduction, une seule fois.
- L'italique est rarement utilisé : mots en langue étrangère, titres d'œuvres, noms de bateaux, etc.
- Les citations ne sont pas en italique mais en corps de texte normal. Elles sont entourées par des guillemets français : « et ».
- Les listes à puces sont à éviter, des paragraphes rédigés étant largement préférés. Les tableaux sont à réserver à la présentation de données structurées (résultats, etc.).
- Les appels de note de bas de page (petits chiffres en exposant, introduits par l'outil «  Source ») sont à placer entre la fin de phrase et le point final[comme ça].
- Les liens internes (vers d'autres articles de Wikipédia) sont à choisir avec parcimonie. Créez des liens vers des articles approfondissant le sujet. Les termes génériques sans rapport avec le sujet sont à éviter, ainsi que les répétitions de liens vers un même terme.
- Les liens externes sont à placer uniquement dans une section « Liens externes », à la fin de l'article. Ces liens sont à choisir avec parcimonie suivant les règles définies. Si un lien sert de source à l'article, son insertion dans le texte est à faire par les notes de bas de page.
- La présentation des références doit suivre les conventions bibliographiques. Il est recommandé d'utiliser les modèles {{Ouvrage}}, {{Chapitre}}, {{Article}}, {{Lien web}} et/ou {{Bibliographie}}. Le mode d'édition visuel peut mettre en forme automatiquement les références.
- Insérer une infobox (cadre d'informations à droite) n'est pas obligatoire pour parachever la mise en page.

Pour une aide détaillée, merci de consulter Aide:Wikification.
Si vous pensez que ces points ont été résolus, vous pouvez retirer ce bandeau et améliorer la mise en forme d'un autre article.
L’infirmité au sens actuel ne se démarque pas de la misère à l’époque médiévale. En effet, celle-ci s’inscrit dans la classe sociale des pauvres en tout genre et, pour les deux derniers siècles avant la Renaissance, elle inclut bohémiens, filles de joie, jongleurs, truands et autres marginaux. Les pauvres et les infirmes « personnes faibles » sont loin de représenter un phénomène historique isolé. 
Si l’on considère les ressources matérielles, la majeure partie de la population à l’époque médiévale après l’an mil serait aujourd’hui considérée comme pauvre. Les techniques agricoles sont trop précaires pour permettre un bon rendement des terres, les plantes disponibles pour les pauvres sont peu caloriques et la population est à la merci du changement climatique qui met en péril les cultures, lorsque s'installe le petit âge glaciaire. Il aura des conséquences catastrophiques de froid et humidité. 
Les populations les plus démunies sont les premières touchées par le fléau de la famine, parmi les guerres et les épidémies de peste.

## Éléments d'histoire

### Avant le grand déclin duXIVesiècle
La régulation de la maladie en France est une affaire d'état avec les « lieux de charité ».
L’organisation de la société rurale est alors le village ou groupe de villages  assurant la subsistance de ses pauvres (c'est-à-dire autour d'une chapelle dans un diocèse). Les pauvres dans l'espace rural dépendent de leur  village. L’infirme, lui est pris en charge soit par sa famille, soit par la paroisse de laquelle il dépend et il a un rôle dans le monde : il permet le rachat des péchés, car il est comme le Christ, humble parmi les humbles. On constate que les infirmes passent de ville en ville et de village en village entre ces villes allant d'Hôtel-Dieu en Maison-Dieu, ayant choisi volontairement de s’écarter des cadres de la société[citation nécessaire]. Dans cette population itinérante, on trouve une grande partie d’infirmes qui ne sont pas des vagabonds. En effet, ceux-ci partent sur les routes pour aller sur les lieux saints, les lieux qui leur assureront une guérison. Ils quittent donc l’endroit où ils sont nés et partent, souvent très loin, parfois suivis d’un accompagnateur. La route est cependant fatale à nombre d’entre eux qui n’atteignent pas leur but. Ou bien, une fois arrivés, le miracle ne se produit pas et ils attendent. L’accompagnateur repart, laissant alors seul l’infirme, loin de ceux qui le prenaient auparavant en charge. Qu’advient-il alors de ces infirmes ? Certains reprennent la route, s’ils en ont la possibilité ; d’autres restent sur place où ils vivent de la mendicité. La ville recueille les exclus sociaux qui peuvent avoir choisi de s'écarter de la morale en cours (infamie prononcée par procès pour des acteurs, pour des prostituées), et de la loi (délinquants) de la même façon que la forêt les reçoit.

### Grandes misères desXIIIeetXIVesiècles: marginalisation des indigents et des malades
On connaît, du XIe au XIIIe siècle, une relative amélioration des conditions de vie, et un accroissement de la population. Ultérieurement  la densité de la population devient un facteur aggravant de la pauvreté : la surface de terre à cultiver dans les fiefs n’est pas suffisante pour alimenter tout le monde. Au XIVe siècle, la situation s’aggrave encore : les famines, les guerres et surtout la peste créent une dépression démographique considérable ainsi qu’un état de misère sans précédent. La mort est partout, et on en cherche à l'époque les causes dans ce « monde créé par Dieu ».
Toutes les populations marginales sont soupçonnées d’être responsables des maladies et surtout de la peste[citation nécessaire]. Cela conduira par exemple à la grande persécution des juifs. Ou encore des lépreux qui sont en marge de la société et qui sont accusés d’avoir empoisonné les puits et créé l’épidémie de peste. La répression ira même jusqu’à leur condamnation à mort (par exemple le 14 février 1349, sont brûlés près de 2000 juifs à Strasbourg). Dans cet état de panique générale, toutes les personnes un peu étranges ou ne répondant pas aux normes communément admises, sont taxées des pires ignominies.[citation nécessaire] Ainsi l’étranger qui n'est pas du pays est-il surveillé et peu admis dans les villes et les villages.
Durant ces périodes de troubles comprenant les jacqueries, la situation dans la plupart des villages s’aggrave au point que leurs populations n’ont le choix qu’entre partir ou mourir. C’est à ce moment que l’on passe d’une population hautement sédentarisée à une autre, plus instable.
Les pauvres sont par constitution les plus touchés par les maladies et surtout par la peste. En cas d’épidémie, Ils ne savent où aller. Seuls les possédants riches ont plusieurs terres réparties ici et là par héritage ou par fonctionnement économique et sécuritaire. Lorsque les personnes partent elles sont la plupart du temps déjà infectées, propageant avec elles la terrible maladie. On comprend la réticence à cette époque d’accueillir des inconnus. On passe ainsi de la compassion à la méfiance envers ceux qui souffrent. Cependant la charité reste présente, mais elle ne s’effectue plus dans la considération de l'individu comme auparavant. Les villes réfléchissent alors au problème et offrent des solutions d’accueil hors de leurs murs. L’hébergement de cette masse de pauvres se fait hors des villes dans les léproseries. Les miséreux sont relégués de l'autre côté des enceintes, ce qui les marginalise d’autant plus et ils deviennent une honte sociale. On les loge dans les établissements en fonction de leur misère, les pauvres avec les pauvres, les malades avec les malades, les infirmes (les « dégénérés ») avec les infirmes[citation nécessaire] … La prise en charge des malades associés aux  pauvres prend un nouvel aspect qu’il gardera durant des siècles. À présent, la classe des indigents infirmes est mise à l’écart, et par conséquent, stigmatisée sous le nom d'invalides, terme apparaissant à la Renaissance malgré toutes les invalidités de guerre de toutes les guerres historiques avec de « valeureux soldats ».

## Attirance – Répulsion envers les pauvres

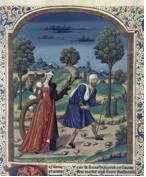
Fortune et Pauvreté.

Les miséreux se trouvent donc dans une situation ambivalente puisque la pauvreté est un aspect dégradant de la personne, la mettant en marge de la société, mais ils s’avèrent être toujours indispensables à la réalisation des œuvres de charité. C’est pourquoi il existe ce double élan de répulsion - attirance. Les malades et les bien portants ne sont pas considérés de la même façon chez les indigents. La société médiévale n’admet la mendicité que si celle-ci est nécessaire. On estime qu’une personne valide est apte à travailler et ne doit pas mendier. C’est pourquoi un certain nombre de personnes choisirent de paraître infirmes pour demander l’aumône. Certaines allèrent jusqu’à l’automutilation.
D’autres adoptèrent une pauvreté volontaire et attiraient sur elles l’admiration. Ayant délibérément écarté tous biens matériels pour se rapprocher de l’idéal prôné par le Christ, ces derniers étaient considérés comme des modèles à suivre, et les [réf. souhaitée]dons affluaient vers ces nouveaux serviteurs du Christ au plus près des misères de ce monde[citation nécessaire]. Cependant, le comportement général envers les vrais nécessiteux ne ressemble guère à cet élan de miséricorde que pratiquent les religieux pauvres des ordres mendiants, les premiers provoquant plutôt la répugnance et la mise à l’écart.
On voit dans la miniature du milieu du XVe siècle ci-contre l’interdépendance sociale des riches et des pauvres, d'une certaine manière indispensables l’un à l’autre.

### Devoir de charité
Le pauvre est indispensable à la réalisation impérieuse des œuvres de charité. Sans lui, les riches ne peuvent donner l’aumône et prouver leur générosité aux yeux de tous dans la sincérité et la croyance juste alors que le baptême est parfois différé jusqu'à la fin de la vie.
Cet exercice courant d’aumône ne se faisait pas sans une mise en scène prouvant la bonne foi, mais aussi l’étendue des richesses et la puissance du donateur. Ainsi les pauvres sont un moyen d’assurer le salut et la reconnaissance sociale aux riches.
Dans ce contexte on se rend bien compte que rien n’était fait pour faire sortir l’indigent de sa situation. En effet, le pauvre n’a de valeur que parce qu’il est pauvre, et son changement d’état n’est à la limite pas accepté[non neutre]. À cela s’ajoute pour certains religieux l’idée que la création étant d’ordre divin, il est répréhensible de vouloir modifier la condition dans laquelle Dieu vous a mis.
C’est une des raisons pour lesquelles le vol est tant condamné[non neutre], car il représente dans les mentalités[Lesquelles ?] une façon pour le pauvre de se sortir de son état. Il n’a pas à convoiter ce qu’il ne possède pas car sa situation est légitime[réf. nécessaire].
« La motivation de base du système pénal médiéval consistait dans le maintien de la paix au sein des communautés citadines et campagnardes, on ne peut comprendre en grande partie la rigidité et l’inhumanité du droit pénal médiéval que dans le contexte religieux. ».
Ainsi le seul mode de subsistance admis se situe dans l’aumône. Jusqu’au XIIe siècle, les mendiants sollicitaient l’aumône de porte à porte en promettant de prier pour l’âme du bienfaiteur. Les pauvres quémandaient également de quoi vivre sur les places publiques ou devant les églises. Après la messe du dimanche, une foule de mendiants venaient jouir des dons des fidèles, plus importants ce jour-là. Après les bouleversements des XIIe et XIIIe siècles, la ville s’affirme de plus en plus comme un centre économique vivace, supplantant le système féodal dont l’économie dépend des villages. Les villes deviennent des centres commerciaux importants par lesquels transitent l’argent et les biens. Cette nouvelle économie attire les paysans, journaliers agricoles sans possession, ou toute autre personne dans le besoin. En effet, les villages ne pouvaient plus assurer la charge de ses indigents, et la recette en argent de ceux-ci pouvait être très fructueuse dans les villes[citation nécessaire].
C’est à cette époque que l’on voit se développer le « métier » de mendiant. En effet, face à l’appât de ce gain facilement gagné et face à la rigueur de la vie rurale[non neutre], nombre de pauvres remplissent les villes et en accentuent l’accroissement démographique. Au même moment[Quand ?] se met en place tout un ensemble de lois visant à régir la masse des indigents. La mendicité devient alors très contrôlée et on assiste à la création de postes spéciaux, à l’initiative de la ville, pour surveiller et réprimer les mendiants. Comme nombre d’entre eux n’entraient pas dans les normes établies, ils vivaient clandestinement dans les quartiers les plus démunis.
Les infirmes, eux, avaient le droit de mendier. On considérait légitimement qu’ils ne pouvaient travailler et que si leur famille ne pouvait les prendre en charge, la ville et surtout les instances épiscopales se devaient d’assurer leur subsistance. Le handicap devait être suffisamment lourd pour que la prise en charge soit faite en des Hôtels-Dieu.

### La charité dans les villes

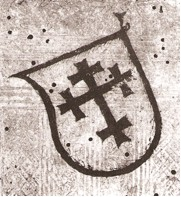
Écusson de l'hôpital de Strasbourg au XIVe siècle.

Cette prise en charge s’effectue alors de deux façons : soit dans la distribution d’aumône lors des fêtes religieuses importantes, soit par le biais des hôpitaux, qui assurent à la fois le toit et le couvert.
La distribution de l’aumône est réglementée et se fait souvent sous forme de produits en nature car plus faciles à contrôler dans leur utilisation que l’argent. On distribue en premier lieu du pain : par exemple à Strasbourg, deux miches de quatre livres chaque dimanche. On donne également des vêtements. En 1319 le recteur de l’église Saint-Étienne de Strasbourg décide que 90 aunes d’étoffe seraient achetées et distribuées à ses frais aux pauvres au cours de son office anniversaire.
Tous n’avaient pas le droit de bénéficier de ces dons. En effet, il fallait montrer des qualités morales satisfaisantes pour obtenir ces avantages. Les truands ou les personnes de mauvaise vie étaient exclues. Pour contrôler la distribution, on attribuait à chacun des jetons, un écusson, afin de vérifier que la distribution n’était faite qu’une seule fois par personne. Les personnes sélectionnées étaient souvent des privilégiés ayant travaillé auparavant dans telle ou telle famille[citation nécessaire]. Les étrangers ne pouvaient espérer obtenir ce privilège.
Les établissements d’accueil, eux, assuraient le logis et le couvert à tous ceux qui ne pouvaient vivre de la mendicité pour des raisons médicales. De taille très modeste dans les petites villes, ils pouvaient héberger par entassement plusieurs dizaines de personnes dans les bourgs plus imposants (dans le même temps la taille du lieu de culte de Dieu qui reçoit toute la population est de plus en plus importante).

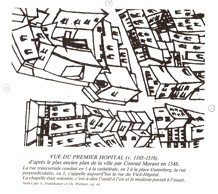
Vue du premier hôpital de Strasbourg.

L’entrée dans ces établissements est contrôlée. On vérifie tout d’abord les qualités morales de la personne qui se présentait, s’assurant qu’elle n’avait pas commis de délit. Puis on lui confisquait tous ses biens. Ceux-ci lui seraient restitués si un jour elle sortait de l’établissement (ce qui ne se produisait pas souvent puisque ces hôpitaux charitables n’étaient pas des lieux où l’on soignait médicalement les malades, mais plutôt des hospices-mouroirs aboutissant au carré des indigents). On y accueillait de façon exceptionnelle des étrangers, puisque la police apportait chaque matin les mourants qu’ils trouvaient, étranger ou pas.
À Strasbourg, l’hôpital peut accueillir plus de cinquante personnes et  le cimetière est disposé derrière l’hôpital. Sous-dimensionné, il fut incapable d’accueillir le nombre important des corps. Cela répandait une odeur infecte dans tout le quartier[réf. souhaitée].
Une fois accueilli dans l’hôpital, le malade pouvait y rester jusqu’à sa mort (sauf en cas de perturbations graves qui auraient provoqué son expulsion).
Dans l’établissement, les malades recevaient les mêmes soins qu’ils auraient eu s’ils avaient eu une famille. C'est-à-dire des soins sommaires comprenant des mises en place de pansements, des saignées ou des soins aux ventouses. La femme du responsable[pas clair] de l’établissement avait la charge des malades et se comportait avec eux plus comme une mère que comme un médecin.[citation nécessaire]

### Charité dans les monastères

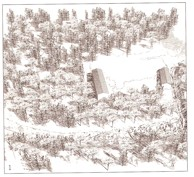
Premiers bâtiments du Thoronet.

La charité et les dons s’effectuent également dans les monastères. La règle de saint Benoît par exemple exprime bien cette obligation. Chaque monastère doit posséder une « hostellerie » pour accueillir les pèlerins et les pauvres. Une boulangerie est parfois installée à côté de celle-ci pour permettre la distribution d’une ration de pain quotidienne pour toute personne se présentant à l’abbaye. On offrait également un lieu où dormir à qui le demandait. Mais le séjour ne devait pas être de longue durée et on ne tardait pas à remettre sur les routes les vagabonds. Les malades ou infirmes qui ne pouvaient se déplacer avaient le privilège de rester plus longtemps à l’abbaye. Le lieu d’accueil des gens de passage est construit à côté de la porterie. C’est d’ailleurs l’un des premiers bâtiments à être construit, l’autre étant le lieu d’habitation des moines. On peut prendre comme exemple significatif l’abbaye du Thoronet dans le Var, construite à partir de 1160, où l’on peut se rendre compte que les deux premiers bâtiments construits ont été l’actuel cellier et une première hostellerie, modifiée par la suite.

## Causes de la maladie

### Causes physiques de l’infirmité

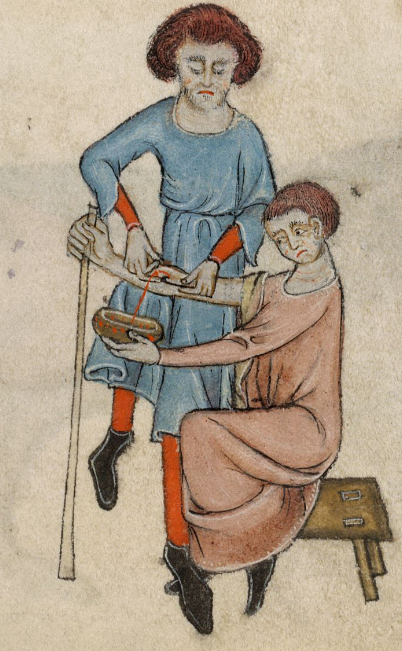
Pratique d'une saignée.

L’infirmité est issue de maladies plus ou moins graves, de causes relevant du vécu de la personne ou de sa constitution même. L'infirmité provient généralement de l’accident entraînant la paralysie ou l’amputation d’un membre, ou bien d’infections diverses. Parfois le mode de vie provoque des malformations irrémédiables (genoux arqués à la suite d'une malnutrition par exemple). Ainsi, les causes de l’infirmité sont nombreuses. Installé depuis plusieurs siècles, le serment d'Hippocrate venu de l'Antiquité polythéiste a été parfaitement intégré dans la culture chrétienne — formulant un « amour » et « pardon » inconnus du temps de Galien —.
Les découvertes permettant une prise en charge efficace des personnes malades sont peu nombreuses, et le médecin ou les personnes accompagnant l’impotent sont la plupart du temps dans une impasse thérapeutique. La chirurgie n'est pas faite par des médecins. Les apothicaires sont dans une tradition de soin reliée à la religion, c'est-à-dire la connaissance des herbes et des minéraux et de leurs effets réels ou présumés sur les hommes, dans un domaine où la Symbolique est primordiale.
Les connaissances médicales de la période médiévale datent en effet de l’Antiquité, avec quelques découvertes arabes plus récentes. Les théories antiques et médiévales expliquent que tout dans l’organisme dépend de l’équilibre des humeurs propre à chaque personne selon sa « finesse » ou bien sa « grossièreté ». Une perturbation de ces fluides internes provoque à coup sûr la maladie. Donc, pour essayer de garder l’ordre à l’intérieur du corps et de l'esprit, on s’assure que des humeurs corrompues ne peuvent se développer. Les traitements se limitent à des saignées, des lavements et à la prise de potions qui peuvent être de l'alchimie. Les pratiques médicales se limitant à cela, on voit l’inefficacité voire la nocivité des traitements et le sentiment de désarroi des hommes face aux maux corporels ou spirituels.

### Autres types d’infirmités n'empêchant pas le déplacement

#### La surdité
Du fait de leur impossibilité à communiquer, les personnes sourdes sont la plupart du temps considérées durant la période médiévale, comme dépourvues d’intelligence et même dépourvues de raison, voire dépourvues d'âme car inaccessibles au Logos Divin. Cependant, nous pouvons voir quelques cas rares de reconnaissance de la faculté d’apprendre des sourds.
Par exemple, saint Jérôme à la fin du IVe siècle observe que des sourds peuvent apprendre l’Évangile par les signes et utilise dans la conversation journalière des mouvements expressifs de tout leur corps. Saint Augustin, dans sa correspondance avec saint Jérôme, évoque l’existence d’une famille sourde très respectée de la bourgeoisie milanaise, dont les gestes forment les mots d’une langue. Une langue des signes existe déjà, mais celle-ci est à usage des moines et convers des monastères ayant fait vœux de silence. Cette langue serait peut-être à l’origine de celle utilisée aujourd’hui.

#### La vue
Une mauvaise alimentation et une mauvaise hygiène de vie sont à l’origine de nombreux troubles oculaires. C’est pourquoi, à la période médiévale le nombre de personnes souffrant de problèmes de vue est considérable. Les lunettes ont été inventées au XIIIe siècle à Murano, près de Venise. Leur usage se répand aussitôt, même si leurs verres ne sont que de simples objets grossissants enfermés dans des cercles de corne ou de métal unis par une tige. Celles-ci ne corrigeaient que la presbytie et s’appelaient au début les pierres à lire.
Le traitement des problèmes oculaires reste archaïque pendant longtemps. Voici quelques exemples de remèdes insolites : 

Il était recommandé par exemple contre la maladie des yeux, de réduire en cendres la tête d’un chat noir et d’en insuffler plusieurs fois par jour l’œil malade.
Au XIIIe siècle le moine Albert le Grand préconisait ce traitement : « si l’on prend des limaçons en morceaux, et si les ayant bien mêlés avec de la poudre d’encens et d’aloès, jusqu’à ce que le tout soit épais comme du miel, on les applique sur le front, ils guérissent toutes les fluxions des yeux. »
Au XVe siècle pour traiter les «éblouissements, nuées et fumées des yeux » on utilise ces remèdes de Dioscoride : « Urine de personne bouillie en un pot de sciure et distillée pour les yeux » ou « eau de fiente en application ».
Pour « garder de tomber le poil des paupières » on peut « enduire sur les paupières l’humeur que jettent les escargots, piqués avec une aiguille » ou bien « prendre un caméléon vivant, lui arracher l’œil droit et appliquer ce dernier avec du miel sur les paupières du malade »
De tout temps il était courant  pour « augmenter la vue » d'oindre les angles internes des yeux et des paupières avec de la cire d’oreille.

### Causes spirituelles: l’homme pécheur qui devient l’homme malade

#### Péché originel cause de toutes les souffrances humaines
L’inefficacité des explications mécanistes pousse l’homme médiéval à chercher des causes spirituelles aux souffrances humaines. Selon l’opinion commune, Adam n’aurait pas connu de souffrance avant le péché originel. Il serait avant cette grande faute, exempt de tous maux physiques et promis à une vie éternelle, la providence l’écartant également de tout risque d’accident.
Ainsi, les causes par la spiritualité défaillante de la maladie prennent racine dans le pêché originel. Les malades souffrent donc de cette première faute, et par leur souffrance permettent le rachat de l’espèce humaine, à l’image du Christ, à condition que cet état soit accepté et tire le malade vers l’état de sainteté[réf. nécessaire].

#### Autodétermination par les péchés
Une autre théorie[De qui ?] voudrait que nos propres péchés soit la cause de toutes nos souffrances physiques. On peut facilement critiquer cette théorie quand on voit de grands pécheurs en parfaite santé physique ou des hommes saints être chétifs et maladifs. Donc en principe actuel raisonné le péché n’est pas la cause de la maladie.
Pourtant cette détermination de la maladie par les péchés est communément admise et on peut même dire que ces tournures d’esprit et de croyances appartiennent, sous des formes diverses, à la pensée archaïque de l’humanité. D’où la difficulté pour les médecins théoriciens qui adoptent une attitude positive à cet égard, de faire changer les mentalités qui entrent en contradiction avec les théories chrétiennes, qui laissent trop souvent sous-entendre que la maladie aurait pour cause une malédiction diabolique.
On ne peut admettre à une époque où la pensée chrétienne gouverne tout, que les causes des maladies et de l’infirmité ne soient que purement naturelles. D’autant que ces dernières provoquent une exclusion sociale forte, symbole d’une marginalité, à la fin du Moyen Âge. Alors comment ces causes pourraient-elles venir de Dieu ? On a vu supra que pour la période allant du début du Moyen Âge jusqu’au XIIIe siècle, l’infirme est pris en charge par sa famille, au sens large (comprenant également le village et la paroisse). Mais avec la destruction du lien que présente le village, les infirmes se retrouvent sur les routes et l’assistance, prise en charge par les villes ou les Maison-Dieu rurales, a l’effet néfaste de « parquer » les malades. Ainsi, on peut faire un rapprochement entre la maladie et une forme de vie non conforme aux attentes de la société et par conséquent pécheresse.
Malgré les efforts des théoriciens de l’époque médiévale[citation nécessaire], l’infirmité est vue non comme un mal purement physique découlant d’un déséquilibre des humeurs (quoique celui-ci ait, comme on le croit également, des  causes extracorporelles), mais la résultante d’une vie pécheresse. En fin de compte, la raison pour laquelle une personne devient infirme, ou l’est à sa naissance, vient du fait que celle-ci a des rapports avec le péché et qu’elle doit transformer sa douleur en mérite[non neutre]. Elle devient par la suite un exemple d’humilité, acceptant, sans condition, l’état dans lequel Dieu a choisi de le faire vivre. De cet état d’esprit vont naître les théories des ordres mendiants qui accorderont une grande place aux nécessiteux, le devenant eux-mêmes afin de se rapprocher de l’idéal d’humilité dicté par le Christ.
Mais l’on reste cependant dans un double rapport d’attirance répulsion envers les infirmes.

## Les pauvres dans l’art

### Les œuvres de miséricorde

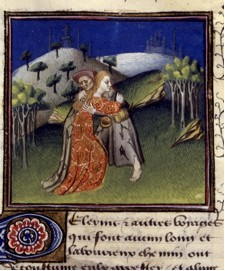
Allégorie richesse et pauvreté.

Cette thématique de l'invalidité dans l’art est peu présente et seulement dans le contexte restreint des « Œuvres de charité ». En effet, l’art illustrera les propos des œuvres de miséricorde : « J’ai eu faim et vous m’avez donné à manger, j’ai eu soif et vous m’avez donné à boire, j’étais un étranger et vous m’avez accueilli, nu et vous m’avez vêtu, malade et vous m’avez visité, prisonnier vous êtes venu me voir (…). Dans la mesure où vous l’avez fait à l’un des plus petits de mes frères, c’est à moi que vous l’avez fait. »
Et c’est dans ce cadre que les pauvres et les infirmes seront montrés. Mais toujours d’une façon qui les démarque des riches, comme on le voit par exemple sur les vitraux des grandes cathédrales française jusqu’au XIVe siècle. Après cette date, les indigents disparaissent des thèmes des vitraux.[citation nécessaire] On voit également des misérables dans certaines bibles moralisées[pas clair] pour illustrer les œuvres de charité. Ainsi la Bible de Philippe le Hardi (duc de Bourgogne de 1342 à 1404) présente de nombreux médaillons où figure une foule de pauvres. La pauvreté apparaît comme un aspect dégradant de la personne, et une ligne franche sépare toujours les donneurs et les mendiants. Le but de ces représentations n’est pas tant de figurer des pauvres, que de montrer la grande générosité des riches.[citation nécessaire] Celle-ci sera d’autant plus exaltée que les pauvres seront repoussants. On se doute bien que dans ce contexte la représentation des mendiants n’est pas une image de la réalité, mais une déformation à l’usage des riches.
La pauvreté, c’est aussi la pauvreté volontaire, « Dame Pauvreté ». Les représentations de cette dernière sont beaucoup plus flatteuses. Elles montrent en effet une pauvreté allégorique, embrassée de tout son gré, comme le préconisent de grandes figures religieuses telles que saint François d’Assise. À l'époque des ermites, nous sommes bien loin de représentation ordinaire actuelle de l’état du pauvre.

### Pierre Bruegel l’Ancien et l’appareillage des infirmes

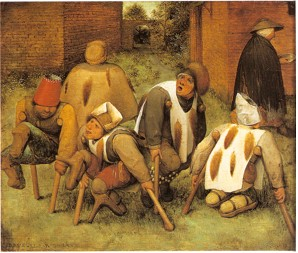
Les Mendiants, Bruegel.

Pour trouver des représentations réalistes de personnes pauvres et malades, il faut aller au-delà du XVe siècle, en Europe septentrionale. L’artiste marquant de cette façon de faire de la peinture de genre c’est évidemment Pierre Bruegel l’Ancien. Il n’est pas erroné de considérer son œuvre comme faisant partie de la peinture médiévale bien que Pierre Bruegel ait vécu de 1525 à 1569, car il a su à la fois embrasser les nouvelles techniques de l’art italien, mais aussi assimiler l’art du Moyen Âge dans la façon de traiter les thèmes religieux ou profanes.
Il nous montre des infirmes mendiant, avec tout l’appareillage qu’ils utilisaient pour se déplacer malgré des handicaps lourds. On voit, par exemple, dans Les Mendiants ou Les Culs-de-jatte de 1568, quatre personnes se déplaçant grâce à un système de béquilles mais aussi de planchettes de bois glissées sur les moignons. En glissant dessus, l’infirme peut se déplacer.
Dans Le Combat entre Carnaval et Carême, on peut observer un malade à même le sol, les jambes remontées derrière lui montrant son impossibilité de les utiliser, se tirant à l’aide de sorte de poignées, sur le sol. Il glisse grâce à un morceau de tissu glissé sous lui.
Dans Les œuvres de Miséricorde du musée de Valenciennes, on trouve un autre type d’appareillage où le malade, plus chanceux que le dernier, possède une sorte de carapace en bois, dans laquelle il s’est mis et qu’il fait avancer à la force de ses bras.

### Les faux infirmes

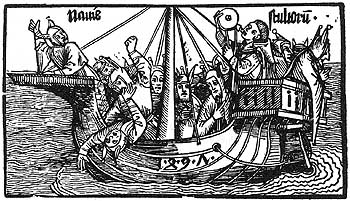
La Nef des fous, gravure d'Albrecht Dürer illustrant le livre de Sébastien Brant.

Il faut également établir une distinction de genre entre les vrais et les faux infirmes. On voit que la tendance des XIVe et XVe siècles, plus méfiante à l’égard des mendiants, est de montrer le valide, feignant la maladie afin de pouvoir mendier. On en trouve un très bel exemple dans La nef des Fous (1494) de Sébastien Brant où il nous parle de ces charlatans :
« De la mendicité : […]
Certains se font mendiants
à l’âge où, jeune et fort, 
et en pleine santé
on pourrait travailler : 
pourquoi se fatiguer […]
Tous les faux estropiés
et gibier de potence
qui rôdent dans les foires
lui font joyeuse escorte. […]
L’autre pendant le jour
traîne sur des béquilles,
mais quand il se voit seul, 
il trotte allégrement. »
Des représentations accompagnent la version du début du XVIe siècle, que l’on attribueraient à Bruegel lui-même. On voit dans la gravure accompagnant la partie nommée « De la mendicité » (dont sont extraits ces derniers vers), un homme utilisant un appareillage pour simuler une jambe en moins.
Comme nous l’avons vu plus haut, les faux infirmes n’étaient pas rares et l’on trouvera à d’autres reprises la représentation de cette supercherie visant à se faire passer pour cul-de-jatte. C'est d'ailleurs l'origine de l'expression « cour des miracles », endroit où logeaient les mendiants et où, comme par miracle, les infirmités disparaissaient !